# Урицко језеро
Урицко језеро (рус. Урицкое) слатководно је језеро глацијалног порекла смештено на крајњем југоистоку Псковске области, односно на западу европског дела Руске Федерације. Административно припада Великолушком рејону.
Преко своје једине отоке реке Серучице повезано је са реком Ловат, односно са басеном реке Неве и Балтичким морем.
Површина језерске акваторије је 11,8 км². Просечна дубина воде у језеру је око 4,1 метара, док максимална дубина досеже до 10 метара. Површина сливног подручја је око 142 км².